# Samuel Tajón
Samuel Tajón (h. 600 -  680) fue obispo de Zaragoza entre los años 651 y 680, en cuya sede sucedió a Braulio. Tajón contribuyó al renacimiento cultural visigodo de los siglos VI y VII, siguiendo la corriente impulsada por eruditos como Isidoro de Sevilla, Eugenio de Toledo o el mismo Braulio de Zaragoza.

## Biografía
Se le documenta como abad del monasterio de Santa Engracia hacia 650 y participó en los concilios de Toledo VIII, IX y X celebrados entre 653 y 656. La llamada Crónica mozárabe en 754 trasmite su viaje a Roma en 646 por encargo del rey Chindasvinto, donde copió los Tratados morales sobre Job y las Homilías sobre Ezequiel de Gregorio Magno, y que a su vuelta compiló en sus Sententiarum libri V.
Tuvo contacto con Braulio, con quien mantuvo relación epistolar, y con Eugenio de Toledo, que había estudiado también en el Monasterio de Santa Engracia de Zaragoza.

## Obras
Sus Sententiarum de 653 aventajan a las de San Isidoro en su ordenación y facilidad de consulta y anticipan el género de las «sumas». También se le atribuye De aenigmatibus Salomonis, que ha sido conocida tradicionalmente como de Justo de Toledo.